# قاي كوسمو
قاي كوسمو (بالإنجليزية: Guy Cosmo)‏ هو سائق سباق أمريكي، ولد في 12 مارس 1977 في بورت جفرسون في الولايات المتحدة.

## وصلات خارجية
- الموقع الرسمي
- قاي كوسمو على موقع DriverDB.com (الإنجليزية)